# Munds Park
Munds Park és una concentració de població designada pel cens dels Estats Units a l'estat d'Arizona. Segons el cens del 2000 tenia 1.250 habitants.

## Demografia
Segons el cens del 2000, Munds Park tenia 1.250 habitants, 583 habitatges, i 378 famílies La densitat de població era de 21,6 habitants/km².
Dels 583 habitatges en un 16,3% hi vivien nens de menys de 18 anys, en un 60,2% hi vivien parelles casades, en un 2,9% dones solteres, i en un 35% no eren unitats familiars. En el 26,2% dels habitatges hi vivien persones soles el 9,9% de les quals corresponia a persones de 65 anys o més que vivien soles. El nombre mitjà de persones vivint en cada habitatge era de 2,14 i el nombre mitjà de persones que vivien en cada família era de 2,58.
Per edats la població es repartia de la següent manera: un 15,5% tenia menys de 18 anys, un 4,3% entre 18 i 24, un 21,3% entre 25 i 44, un 36,1% de 45 a 60 i un 22,8% 65 anys o més.
L'edat mediana era de 50 anys. Per cada 100 dones de 18 o més anys hi havia 102,3 homes.
La renda mediana per habitatge era de 41.432 $ i la renda mediana per família de 49.803 $. Els homes tenien una renda mediana de 40.558 $ mentre que les dones 22.200 $. La renda per capita de la població era de 22.769 $. Aproximadament el 4,4% de les famílies i el 7,9% de la població estaven per davall del llindar de pobresa.

## Poblacions més properes
El següent diagrama mostra les poblacions més properes.